# Elmira, West Virginia
Elmira är en ort i Braxton County, West Virginia, USA.